# Marengo (Ohio)
Marengo és una població dels Estats Units a l'estat d'Ohio. Segons el cens del 2000 tenia 297 habitants. Marengo es troba al sud de Mount Gilead, la seu del comtat.

## Història
Marengo va ser dissenyada el 1873, tot i que hi havia hagut un assentament permanent al lloc des de la dècada de 1840. L'any 1848 es va establir una oficina de correus anomenada Marengo.

## Demografia
Segons el cens del 2000, Marengo tenia 297 habitants, 114 habitatges, i 80 famílies. La densitat de població era de 637,1 habitants per km².
Dels 114 habitatges en un 41,2% hi vivien nens de menys de 18 anys, en un 48,2% hi vivien parelles casades, en un 11,4% dones solteres, i en un 29,8% no eren unitats familiars. En el 21,9% dels habitatges hi vivien persones soles el 5,3% de les quals corresponia a persones de 65 anys o més que vivien soles. El nombre mitjà de persones vivint en cada habitatge era de 2,61 i el nombre mitjà de persones que vivien en cada família era de 3,05.
Per edats la població es repartia de la següent manera: un 29,6% tenia menys de 18 anys, un 10,8% entre 18 i 24, un 31,3% entre 25 i 44, un 19,9% de 45 a 60 i un 8,4% 65 anys o més.
L'edat mediana era de 31 anys. Per cada 100 dones de 18 o més anys hi havia 97,2 homes.
La renda mediana per habitatge era de 35.625 $ i la renda mediana per família de 47.000 $. Els homes tenien una renda mediana de 33.125 $ mentre que les dones 21.528 $. La renda per capita de la població era de 14.768 $. Aproximadament el 3,5% de les famílies i el 9,2% de la població estaven per davall del llindar de pobresa.

## Poblacions més properes
El següent diagrama mostra les poblacions més properes.